# Problepsis coreana
Problepsis coreana là một loài bướm đêm trong họ Geometridae.